# Белджойозо
Белджойо̀зо (на италиански: Belgioioso, на местен диалект: Balgiuùs, Балджууз) е градче и община в Северна Италия, провинция Павия, регион Ломбардия. Разположено е на 75 m надморска височина. Населението на общината е 6233 души (към 2017 г.).